# Peter Reinebo
Peter Yngve Reinebo, född 16 juli 1959 i Solna, är en svensk idrottsledare samt Sveriges Olympiska Kommittés verksamhetschef sedan 2013 och medlem i SOK:s styrelse.
Reinebo är anställd i SOK sedan 1995, först som assisterande sportchef och från 2000 som sportchef. Han var anställd i SISU 1989–1995. Dessförinnan var han basketbollcoach på högsta nivå i många år, bland annat för KFUM Söders damer 1984–1989, samt 1985–1990 assisterande coach för Sveriges damlandslag i basket och juniorlandslagscoach med en 5:e plats i junior-EM 1990. Han arbetade även med rullstolsbasketlagen, både damer och herrar, åren 1983–1986. Reinebo är utbildad gymnastikdirektör och idrottslärare, med en GIH-examen från 1983.
Reinebo är gift med Ann Reinebo Robertsson, som är sjuksköterska och psykoterapeut samt enhetschef vid Danderyds sjukhus.